# Jiufotang-Formation
Die Jiufotang-Formation (chinesisch 九佛堂组, Pinyin Jiǔfótáng zǔ, „Saal der neun Buddhas“) ist eine geologische Formation aus der Unterkreide Liaonings im Nordosten der Volksrepublik China. Aus ihr stammen gefiederte Dinosaurier, primitive Vögel, Pterosaurier und andere Organismen. Zusammen mit der stratigraphisch älteren Yixian-Formation gehört sie zur Jehol-Gruppe.

## Alter
Ihr genaues Alter war lange Zeit umstritten, Schätzungen reichten vom Malm bis in die Unterkreide. He et al. (2004) bestimmten mittels der Argonisotopen radiometrisch ein Alter von 120,3 ± 0,7 Ma BP für einen eingeschalteten Tuffhorizont. Dies entspricht dem Aptium, einer Stufe der Unterkreide. Zhou et al. (2003) fanden für einen basaltischen Lagergang im obersten Abschnitt der Jiufotang-Formation ein Alter von 110,6 Ma BP, d. h. unteres Albium. Die gesamte Formation dürfte demnach den Zeitabschnitt oberes Aptium bis unteres Albium umfassen.

## Stratigraphie
Die Jiufotang-Formation überlagert die Yixian-Formation. Ihre Mächtigkeit schwankt zwischen 800 und 1200 Metern. Sie beginnt grobsiliziklastisch mit Konglomerat und Sandstein und geht dann in feineren tuffhaltigen Tonstein über. Darauf folgt eine dreimalige Wechselfolge von tuffhaltigem Sandstein und feinerem tuffhaltigem Tonstein.

## Fossilinhalt
Die Fossilien der Jiufotang-Formation lassen sich in drei größere Faunenbereiche unterteilen:
- Fische aus der Lycoptera-Ichthyofauna mit den Arten Jinanichthys longicephalus, Lycoptera davidi, Lycoptera muroii, Peipiaosteus pani, Protopsephurus liui und Sinamia zdanskyi.

- Dinosaurier der Psittacosaurusfauna, wie die Ornithischier Psittacosaurus meileyingensis und Psittacosaurus mongoliensis. Sauropoden sind mit einem unbenannten Titanosaurier vertreten. Gefiederte Theropoden der Formation sind unter anderem Microraptor gui, Microraptor zhaoianus und Similicaudipteryx yixianensis.

- Vögel der Cathayornis-Chaoyangia Avifauna wie Boluochia zhengi, Changzuiornis ahgmi, Chaoyangia beishanensis, Chiappeavis magnapremaxillo, Confuciusornis sanctus, Cuspirostrisornis houi, Jeholornis prima, Jianchangornis microdonta, Jixiangornis orientalis, Largirostrornis sexdentoris, Longchengornis sanyanensis, Longipteryx chaoyangensis,  Longusunguis kurochkini, Parabohaiornis martini, Parapengornis eurycaudatus, Sapeornis chaoyangensis, Sinornis santensis (ink. Cathayornis yandica), Songlingornis linghensis, Yanornis martini und Yixianornis grabaui.

2011 wurde das Säugetier Liaoconodon aus der Formation beschrieben, das ein Übergangsstadium zwischen primärem und sekundärem Kiefergelenk zeigt.

## Einzelnachweis
1. ↑  Jin Meng, Yuanqing Wang & Chuankui Li: Transitional mammalian middle ear from a new Cretaceous Jehol eutriconodont. Nature 472, 181–185 doi:10.1038/nature09921